# Дзвіниця (геральдика)
Дзвіниця — поширена гербова фігура, яка на гербі зображується в різних формах.

## Опис
Характерними ознаками форми вежі є такі: одна вежа або дзвіниця, часто великий віконний отвір із видимим дзвоном, зазвичай святий хрест чи інші прикраси на даху. Можливі будь-які форми покрівлі, такі як: односхила, цибулева, двосхила, кругла. Колірна гамма може мати будь-які геральдичні кольори, дзвін також може мати різний колір. Якщо дзвіниця має ворота, то про це слід зазначити в описі герба. Як і у церковній вежі, вікна зустрічаються не часто. Вежу можуть супроводжувати інші геральдичні фігури.

## Значення
Дзвінниця в геральдиці може символізувати:
- Дзвінниця, яка часто пов'язується з церковною архітектурою, може символізувати християнськість та релігійні цінності. Вона може вказувати на присутність церковного об'єкта чи релігійного значення в конкретній області.
- Дзвінниця може бути символом міста чи області і зображувати конкретну «впізнавану» пам'ятку. Вона вказує на архітектурні або історичні особливості, які є характерними для даної місцевості.

## Галерея

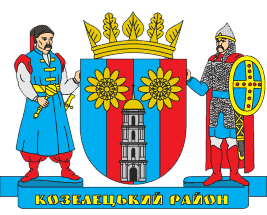
Герб Козелецького району, Чернігівська область, Україна. По центру щита зображено дзвіницю
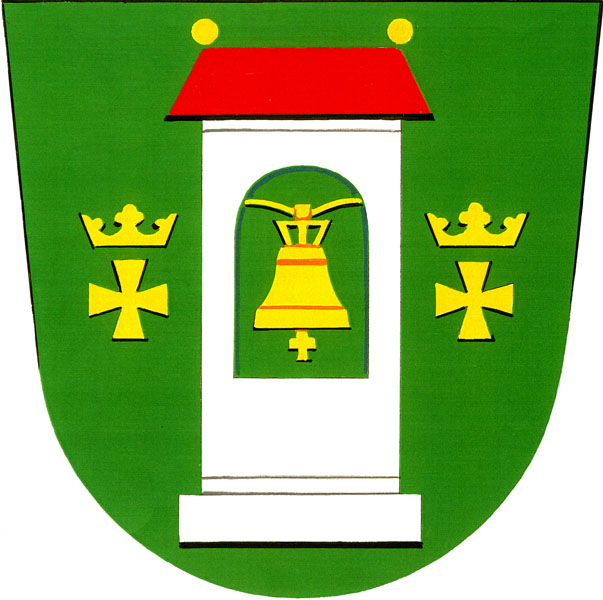
Дзвіниця в гербі Угрице у Бошкович
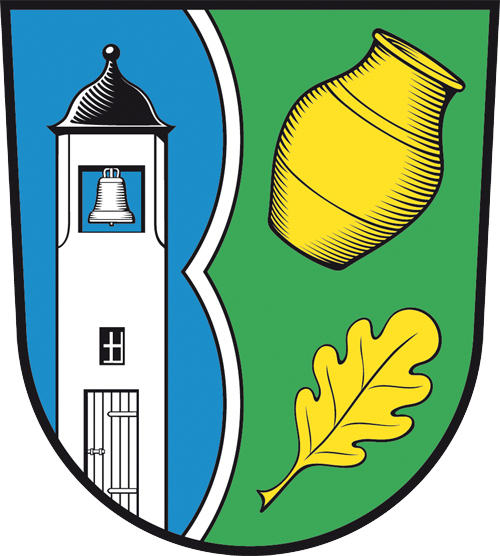
Дзвіниця в гербі Беша
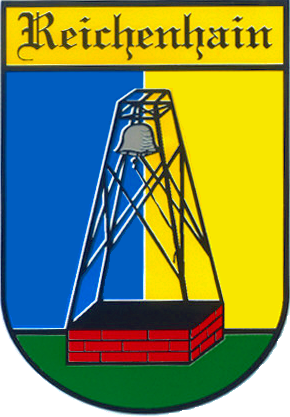
Дзвіниця в гербі Райхенгайна
Дзвіниця в гербі Гумппіла
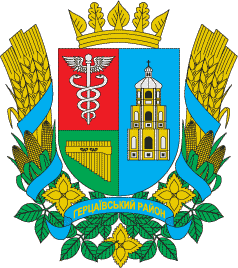
Герб Герцаївського району, Чернівецька область, Україна. Праворуч, на щиті зображено дзвіницю
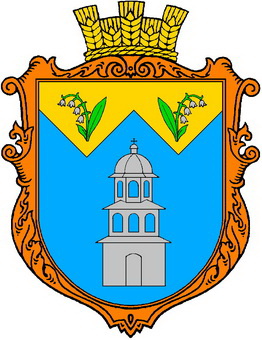
Герб Незвиська, Городенківський район, Івано-Франківська область, Україна. Зображено у синьому полі срібна дзвіниця